# Leopoldstal
Leopoldstal ist ein Ortsteil im Süden von Horn-Bad Meinberg im Kreis Lippe, Nordrhein-Westfalen. Der Ort liegt im Tal östlich der Lippischen Velmerstot. Im Ort befindet sich ein gleichnamiger Haltepunkt an der Bahnlinie Herford-Altenbeken. Auch der Silberbach mit der Silbermühle gehört großenteils zu Leopoldstal. Leopoldstal hatte 2022 rund 1595 Einwohner.

## Geschichte
Am 1. Januar 1970 wurde Leopoldstal nach dem Gesetz zur Neugliederung des Kreises Detmold in die neue Gemeinde Bad Meinberg-Horn eingegliedert. Diese wurde bereits am 10. September 1970 in Horn-Bad Meinberg umbenannt.

## Bauten

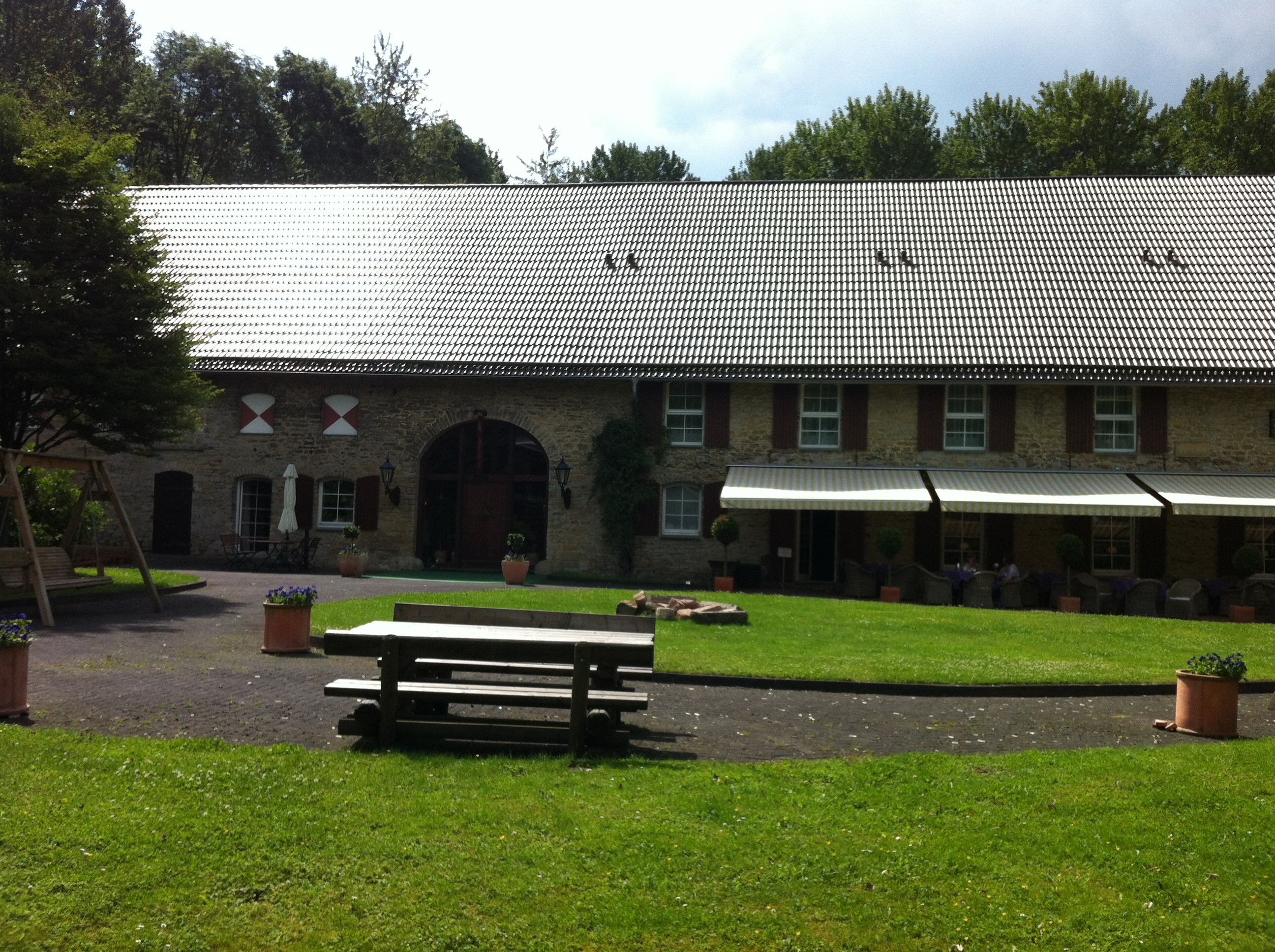
Gut Rothensiek

Das Gut Rothensiek war Ende des 15. Jahrhunderts ein Lehnsgut.

## Wandern
Leopoldstal bildet den Endpunkt des 156 Kilometer langen Hermannsweges, der als einer der schönsten Höhenwege Deutschlands gilt. Er verläuft von Rheine über den Kamm des Teutoburger Waldes bis hierher.

## Verkehr
Der Ort ist auf der Straße primär über die L 954 angebunden. Der Bahnhof Leopoldstal liegt an der Bahnstrecke Herford–Altenbeken. Durch den Ort verläuft der Europaradweg R1.